# Andrzej Bembnista
Andrzej Bembnista (ur. 14 stycznia 1953) – polski lekkoatleta, kulomiot, halowy mistrz Polski.

## Kariera sportowa
Był zawodnikiem Zawiszy Bydgoszcz.
Na mistrzostwach Polski seniorów na otwartym stadionie zdobył jeden medal: srebrny w pchnięciu kulą w 1978. W halowych mistrzostwach Polski seniorów wywalczył w pchnięciu kulą cztery medale: złoty w 1975 i srebrne w 1978, 1979 i 1980.
W latach 1978–1979 wystąpił w czterech meczach międzypaństwowych (bez zwycięstw indywidualnych).
Rekord życiowy w pchnięciu kulą: 19,13 (6.09.1978). 